# Graham Lear
Graham Lear este un baterist canadian. S-a născut în Regatul Unit pe 24 iulie 1949. În 1952, familia sa s-a mutat în London, Ontario. Și-a început cariera profesională la vârsta de 13 ani cu London (Ontario) Symphony Orchestra. În tinerețe a exersat, cântat și mers în turnee cu câteva trupe din Canada și Statele Unite. Superstarul canadian Gino Vannelli a fost primul mare artist care a recunoscut talentul lui Graham înregistrând cu acesta pe unele materiale importante ale lui Vannelli. De-atunci, Lear a fost în turnee și/sau a înregistrat cu artiști ca Carlos Santana, Paul Anka, REO Speedwagon și Saga. A lucrat de asemenea cu compozitorii de televiziune/film Henry Mancini, Domenic Troiano, Jimmy Dale, David Foster, formația mexicană de jazz fusion Sacbe.